# Велике Дрогі
Велике Дрогі (пол. Wielkie Drogi) — село в Польщі, у гміні Скавіна Краківського повіту Малопольського воєводства.
Населення — 1171 особа (2011).
У 1975-1998 роках село належало до Краківського воєводства.

## Демографія
Демографічна структура станом на 31 березня 2011 року:
|          | Загалом | Допрацездатний вік | Працездатний вік | Постпрацездатний вік |
| -------- | ------- | ------------------ | ---------------- | -------------------- |
| Чоловіки | 596     | 156                | 384              | 56                   |
| Жінки    | 575     | 103                | 362              | 110                  |
| Разом    | 1171    | 259                | 746              | 166                  |